# Yayoi Kusama
Yayoi Kusama (草間 彌生 ou 弥生, Kusama Yayoi, Matsumoto, 22 de março de 1929) é uma artista plástica e escritora japonesa, considerada uma das mais originais e importantes artistas plásticas do seu país. Seu trabalho é uma mistura de diversas artes, como colagens, pinturas, esculturas, arte performática e instalações ambientais, onde é visível uma característica que se tornou a marca da artista: a obsessão por pontos e bolas.
Em todas as suas artes, que possuem um quê de surrealismo, modernismo e minimalismo, podemos notar o padrão de repetição e acumulação. Além disso, Kusama também se embrenhou na arte da literatura, com romances e poesias, escritas em 13 livros. Alguns dos seus romances são considerados chocantes e surrealistas, com personagens fortes como prostitutas, cafetões, assassinos e um autorretrato como Shimako, enlouquecida em Foxgloves Central Park. De onde vem tanta criatividade? Tudo indica que é devido à esquizofrenia, que a faz ter uma percepção e uma visão diferente da realidade em que vive. Segundo ela mesma conta, ela sempre foi atormentada por visões distorcidas, que a fazem enxergar bolas e pontos. Yayoi nasceu em 22 de março de 1929 em Matsumoto-shi (Nagano Ken) e desde a infância sofre com alucinações. Sua relação com sua mãe não era nada boa. Segundo Yayoi conta, sua mãe era uma mulher de negócios e que jamais aceitou a veia artística da filha, chegando até a agredi-la fisicamente diversas vezes por causa disso. Isso pode ter ajudado a piorar o quadro psíquico de Yayoi, assim como gerou uma grande instabilidade emocional. Como forma de “fuga da realidade”, desabafo e também para mostrar às pessoas como era o mundo que enxergava, ela passou a se expressar no papel usando guache, aquarela e tinta a óleo, as bolinhas ou “pontos do infinito”, como ela também costuma chamar. Yayoi sofre de alucinações e hoje em dia mora em um hospital psiquiátrico que fica perto de uma das suas galerias.

## Biografia
Como ela mesma diz: 
Minha arte é uma expressão da minha vida, sobretudo da minha doença mental, originária das alucinações que eu posso ver. Traduzo as alucinações e imagens obsessivas que me atormentam em esculturas e pinturas. Todos os meus trabalhos em pastel são os produtos da neurose obsessiva e, portanto, intrinsecamente ligados à minha doença. Eu crio peças, mesmo quando eu não vejo alucinações, no entanto. Com o tempo, passou a preencher pisos, paredes, telas, objetos e até pessoas com seus pontos. 
Em toda e qualquer arte de Yayoi, podemos “sentir” seu surrealismo misturado a visões alucinatórias, porém, de modo leve, alegre e colorido. Muitas pessoas que sofrem de doenças mentais como esquizofrenia e outras tantas doenças podem possuir um talento indescritível em alguma área ou arte.
No caso de Yayoi, além das alucinações, muitas vezes suicidas, ela ainda passou a ter TOC, ou seja, as bolinhas e pontos se tornaram uma verdadeira obsessão, que se reflete em tudo que venha da artista, não só em sua arte como também no seu visual, que chama muita atenção, mesmo hoje em dia, com mais de 80 anos. Aos 27 anos, Kusama resolveu ir para os Estados Unidos, a pedido de uma grande amiga e artista, Georgia O’Keeffe. Naquela época, o Japão ainda se recuperava da guerra e Kusama percebeu que lá fora ela poderia exercer sua arte e ganhar mais reconhecimento.
Em Nova York, ela trabalhou com grandes nomes da arte moderna e contemporânea, como Andy Warhol, Joseph Cornell e Donald Judd, e logo passou a liderar o movimento da vanguarda.
Participou de diversas exposições de arte a céu aberto no Central Park e no Brooklyn Bridge, muitas vezes envolvendo nudez. Engajou-se numa campanha contra a guerra do Vietnã e foi, ou melhor, continua sendo uma grande simpatizante na luta dos homossexuais por seus direitos na sociedade.
Sempre foi uma mulher à frente do seu tempo, feminista, moderna e revolucionária por natureza. Em 1973, Kusama resolveu retornar ao Japão por problemas de saúde. Seu transtorno obsessivo tinha se agravado e, assim, se internou em um hospital psiquiátrico, onde vive até hoje por vontade própria, apesar de usar o seu apartamento, a poucos minutos a pé do hospital onde vive, como ateliê para a sua mente inquieta e sem limites.
Suas obras, que já chegam a milhares, podem ser vistas não só em museus no Japão e Nova York, mas também em várias partes do mundo, como Venezuela, Singapura, Espanha e até no Brasil.
A obra “Narcissus garden Inhotim” (2009) pode ser encontrada no Centro Cultural Inhotim, em Minas Gerais. São dezenas de grandes esferas prateadas, que ficam na superfície da água e que podem ser movidas conforme a ação dos ventos. Essa obra é uma réplica/versão da escultura que fez em 1966 para participar da Bienal em Veneza, onde ela espalhou 1500 esferas espelhadas e as vendia por 2 dólares. Entre as bolas, havia placas com os dizeres “Seu narcisismo à venda”. Era uma forma que ela encontrou para criticar o sistema das artes.
Uma de suas obras foi vendida pela galeria Christie New York pelo valor de US$ 5,1 milhões, um recorde para um artista vivo do sexo feminino.[carece de fontes?] Considerada louca por alguns, o que se pode dizer de Yayoi Kusama é que, mesmo na sua loucura e em seus desvarios, ela encontrou na arte a fuga e o tratamento da sua doença, se tornando um dos grandes nomes da arte pop, ainda em vida. Como ela mesma diz: se não fosse sua arte, já teria se matado há muito tempo.
Um seu painel de azulejos encontra-se na estação de metropolitano Oriente, em Lisboa.
Além das exibições, a artista também fez diversas colaborações sendo uma das mais famosas e atuais, com Louis Vuitton 2023.